# A halhatatlan Kascsej
A halhatatlan Kascsej (oroszul Кащей Бессмертный) Nyikolaj Andrejevics Rimszkij-Korszakov 1902. december 25-én, Moszkvában, Szavva Ivanovics Mamontov magánoperaházában bemutatott egyfelvonásos operája.

## Az opera története
1899-ben, Puskin születésének századik évfordulója alkalmából komponálta a zeneszerző Mese Szaltán cárról című operáját. A darab nagy sikerén felbuzdulva kereste fel Jevgenyij Makszimovics Petrovszkij, a Ruszkaja Muzikalnaja Gazeta újságírója Rimszkij-Korszakovot, hogy felajánljon neki egy orosz népmese alapján írt librettót. A zeneszerzőnek megtetszett a történet, de a librettót nem találta megfelelőnek. Rimszkij-Korszakov felesége segítségével átdolgozta, három képbe vonta össze a szövegkönyvet, és ebben a formában zenésítette meg.
A bemutató nem aratott osztatlan sikert. Következő előadására egy szomorú esemény szolgáltatott alkalmat. 1905. január 9-én az utcára vonuló munkások békés tüntetését a katonaság sortűzzel oszlatta szét. Az akció több száz áldozattal járt, majd elkezdődött a tüntetésben résztvevők tömeges elbocsátása munkahelyeikről. Az állásukat vesztettek megsegítésére 1905. március 27-én Alekszandr Konsztantyinovics Glazunov (1865–1936) vezényletével színre vitték a Kascsejt, a külön erre az előadásra kibérelt Kommiszasrzsevszkij Tyeatrban. A konzervatórium diákjai önként ajánlották fel részvételüket az előadásban. Az opera zajos sikert aratott, és „le az autratákkal” kiáltozásba torkolt. A tüntetésveszélyes eseményt végül a katonaság oszlatta szét. Ezután viszont Rimszkij-Korszakov művei is nemkívánatosak lettek Szentpétervárott. 
A darabot legközelebb 1924-ben Barcelonában, majd 1928-ban Salzburgban játszották, egy szentpétervári (leningrádi) operatársulat koncertszerű előadásban. 1929-ben Dortmundban, a következő évben Stockholmban, 1931-ben Rigában, Hagenben (1955) és Ulmiban (1968) mutatták be a művet. A kamaraopera-szerű alkotás nem tartozik a szerző legjobb operái közé, de Rimszkij-Korszakov zenei formanyelvi irányváltásának (ami majd Az aranykakasban teljesedik ki) egyik fontos állomása.

## Az opera szereplői
| Szereplő                | Hangfekvés   |
| ----------------------- | ------------ |
| A halhatatlan Kascsej   | tenor        |
| Kascsejevna, a felesége | mezzoszoprán |
| A hercegnő              | szoprán      |
| Ivan Korolevics         | bariton      |
| Vihar lovag             | basszus      |

- Játékidő: 65 perc

## Az opera cselekménye
1. kép: Kascsej egy gonosz szellem, akinek éltetője a jók elpusztítása, s ennek érdekében köt szövetséget Kascsejevnával. Az ő feladata lesz, hogy szépségével rabul ejtse a lovagokat, és azokat vagy maga ölje meg, vagy apja palotájába csalogassa, hogy ott végezzenek velük. Kascsej palotáját halálfejes zászlók veszik körbe. Kascsejevna segítségére Vihar lovag siet, ha a lány bajba kerül. Kascsej elrabolt egy hercegnőt, és azon mesterkedik, hogy annak kedvesét is kelepcébe csalja. Varásztükrében elégedetten fedezi fel, hogy a lovag éppen lánya varázsszigete felé tart.
2. kép: Kascsejevna hamar bűvkörébe vonja Ivánt, aki fáradalmait akarva kipihenni, nyugovóra tér. Amint mély álomba szenderül, Kascsejevna már elő is veszi a tőrét, hogy leszúrja vele a férfit, de megtorpan, megtetszik neki a lovag. Ekkor érkezik meg Vihar lovag, aki heves szóváltásba kerül Kascsejevnával. A zajra felébred Iván, és amint megtudja, mi történt kedvesével, a kiszabadítására indul. Kascsejevna bosszúsan vonul vissza. Vihar lovag követi Kascsej palotájába Ivánt.
3. kép: A hercegnő Kascsejt álomba ringatja dalával. Ekkor toppan be a két lovag. A szerelmesek megörülnek egymásnak és szökni készülnek. Ekkor jelenik meg Kascsejevna és elállja az útjukat. Beleszeretett Ivánba és megígéri, ha vele marad a hercegnőnek nem esik bántódása, segít neki megszökni. A magához térő Kascsej azonban hallani sem akar a hercegnő távozásáról. A lányt annyira megtéveszti Kascsejevna Iván iránti szerelme, hogy odalép hozzá és homlokon csókolja. Ez a gesztus, a másikról való lemondás, eddig ismeretlen érzéseket kelt Kascsejevnában. Elerednek a könnyei és maga nyitja ki az ajtót a menekülőknek. Kascsejt tehetetlen dühében megüti a guta. A varázsló összeesését látva Vihar lovag szélesre tárja a palota ajtóit és ablakait. A beáradó napfény véget vet a sötétség birodalmának.

## Diszkográfia
- Alekszandr Szergejevics Arhipov (Kascsej), Irina Mihajlovna Zsurina (a hercegnő), Nyina Nyikolajevna Tyerentyjeva (Kascsejevna), Vlagyiszlav Arkagyjevics Veresztnyikov (Ivan Koroljovics), Vlagyimir Anatoljevics Matorin (Vihar lovag); Jurlov Akadémiai Énekkar, a Moszkvai Nagyszínház Zenekara, vezényel: Andrej Nyikolajevics Csisztjakov. (1991) Le Chant du Monde RUS 788046 és  Brilliant Classics 94657 [Az opera etalonfelvétele]
- Konsztantyin Iljics Pluzsnyikov (Kascsej), Marina Sagucs (a hercegnő), Larisza Ivanovna Gyagykova (Kascsejevna), Alekszandr Gergalov (Ivan Koroljovics), Alekszandr Viktorovics Morozov (Vihar lovag); a Mariinszkij Színház Ének- és Zenekara, vezényel: Valerij Abiszalovics Gergiev (1995) Philips 446 704-2 és Decca 478 2705